# Chorprobe

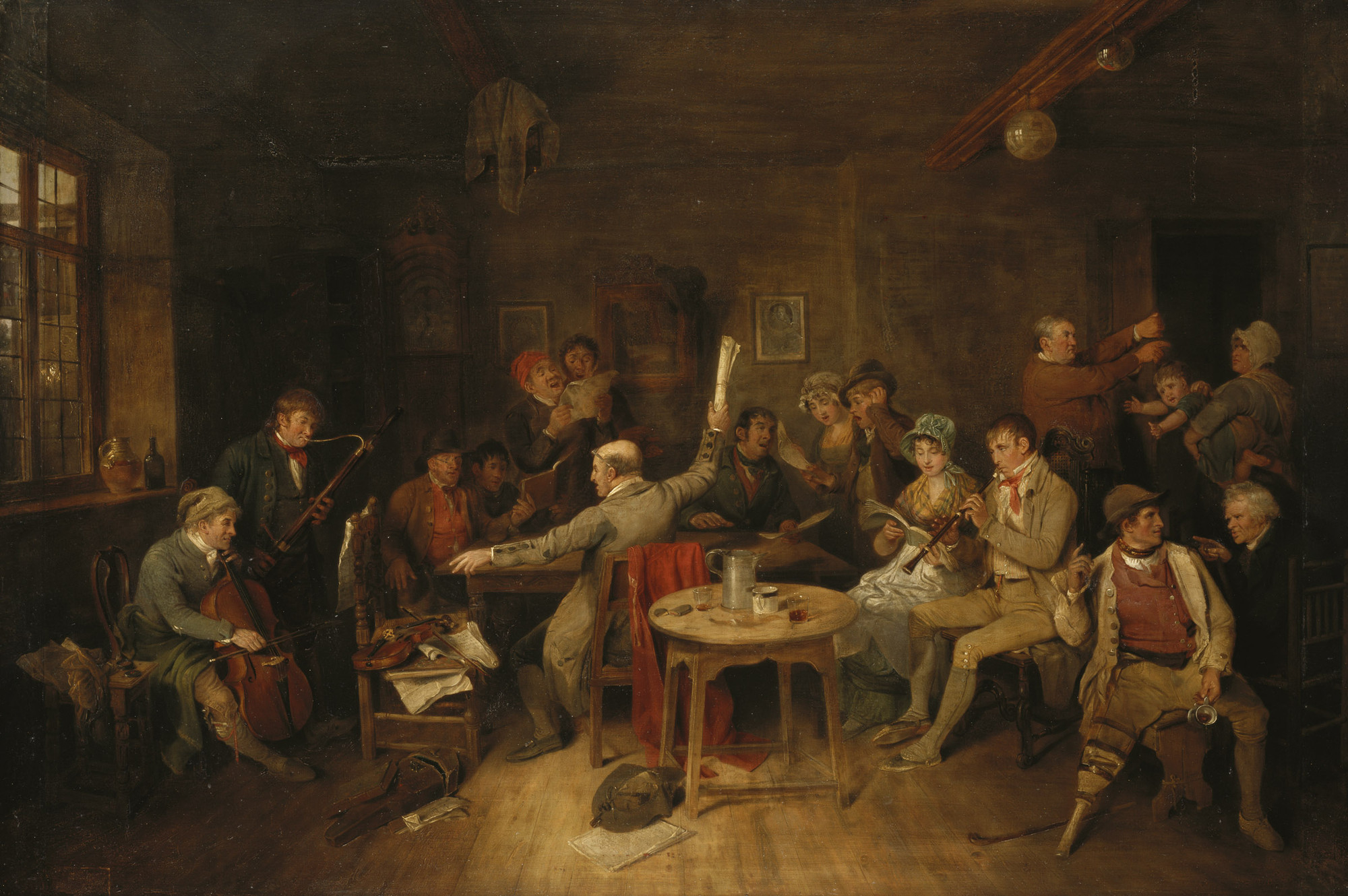
Dörfliche Chorprobe um 1810 in England

Unter einer Chorprobe, auch Singstunde (bspw. bei Gesangvereinen) oder Gesangstunde, versteht man das Treffen eines Chores mit dem Ziel der inhaltlichen Vorbereitung einer musikalischen Aufführung.
Der Begriff Chorprobe wird in der MGG von 1952 weder als Lemma, noch als Begriff im Registerband von 1986 aufgeführt. Auch das Riemann Musiklexikon von 1967 kennt dieses Lemma nicht.

## Probeninhalte
Man unterscheidet inhaltlich drei Aspekte, die in einer Chorprobe zu leisten sind:
- Stimmtechnik und Stimmbildung
- Vermittlung von Notentext
- Erarbeiten der musikalischen Interpretation

Allerdings kann man diese Bereiche nicht strikt trennen. Man kann durchaus bei einer technischen Übung die spätere Interpretation vorbereiten oder bei der Vermittlung des Notentextes Stimmbildung betreiben. Ein guter Chor „lernt nicht Noten – er lernt, wie man Noten singt“!

## Probenmodelle

### Professionelle Chöre
Professionelle Chöre haben für die Vorbereitung von Aufführungen und Konzerten in der Regel sehr wenig Vorbereitungszeit. Analog zu der Situation im Orchester müssen oft zwei bis drei zweistündige Proben ausreichen. Dies hängt zum einen mit der Kostenrechnung zusammen: Viele Proben kosten Geld, eine Aufführung kann daher – gerade bei größeren Besetzungen – schnell sehr teuer werden. Zum anderen müssen bei professionellen Chören wenige Proben „im Block“ (d. h. zeitnah direkt vor der Aufführung) genügen, da diese Chöre (vor allem Rundfunkchöre) sehr viel mehr Projekte mit wechselnden Programmen durchführen als Laienchöre.
Kompensiert wird die kurze Probenzeit vor allem durch die Professionalität der zumeist durch ein Gesangsstudium ausgebildeten Chormitglieder, die sich selbstständig in den Notentext einarbeiten, so dass die Probenzeit ausschließlich für die Interpretation der Werke genutzt wird.

### Projektchöre
Projektchöre sind überwiegend im semiprofessionellen Bereich anzutreffen; teilweise werden sie auch nur speziell für bestimmte Konzerte zusammengestellt. Geprobt wird in der Regel am Wochenende, oft auch über den ganzen Tag. Sinn dieses Probenmodus ist es, vor allem ambitionierte Sänger zu gewinnen, die sich nicht dauerhaft an einen Chor binden wollen oder auch nur an bestimmter Chormusik auf einem bestimmten Niveau interessiert sind.

### Laienchöre
Laienchöre treffen sich meist regelmäßig an einem Abend/Nachmittag in der Woche, seltener auch im 14-tägigen Abstand. Aufgrund der Klientel umfasst die Probe nicht nur die musikalische Gestaltung, sondern in erster Linie die Vermittlung von Notentext und Inhalten sowie technische Aspekte wie Stimmbildung oder Technik. Insgesamt steht hier der pädagogische Aspekt im Vordergrund. Im Gegensatz zum professionellen Bereich, in dem ganz konkret auf eine Aufführung hingearbeitet wird, spielt bei Laienchören oft die Repertoire-Pflege eine tragende Rolle.

## Probenaufbau
Der Aufbau einer Chorprobe läuft zumindest im Laienbereich meistens nach den allgemeinen didaktischen und methodischen Grundsätzen des allgemeinen Unterrichts. Eine Chorprobe kann von daher z. B. folgenden Aufbau haben:
Sammlungs- und Einstiegsphase
Die erste Phase einer jeden Probe dient dem Einstieg und der Überleitung zum Alltag. Dabei werden drei Ziele verfolgt: Die Sänger sollen für die folgende Probe sensibilisiert werden und sich auf eine konzentrierte Arbeit einstellen. Daher wendet man häufig Körperwarmups und Atemübungen an. Zudem dient der Einstieg dem Aufwärmen der Stimme, die analog zum Leistungssport nicht ohne Aufwärmen voll belastet werden sollte. Als letztes Ziel wird beim Einsingen Stimmbildung vermittelt, um einen Gesamtklang zu formen und die Fähigkeiten der einzelnen Sänger auszubauen.
Arbeitsphase
In der Arbeitsphase werden neue Stücke erarbeitet und bereits bekannte weiter vertieft. Oft beginnt man mit der Vermittlung des Notentextes und erarbeitet anschließend den zugehörigen Text und das äußere Erscheinungsbild (Dynamik, Tempo, Akzente). Die Arbeitsphase nimmt zeitlich den Großteil der Chorprobe ein.
Wiederholungsphase
Ähnlich wie bei der schulischen Didaktik ist es sinnvoll, zum Ende einer Chorprobe ein Erfolgserlebnis stehen zu haben. Das passiert meist in Form eines gut klingenden Stückes. Daher dient die letzte Phase auch immer der Wiederholung bekannter Stücke, die somit nicht nur vertieft werden, sondern auch als Abschluss einer gelungenen Chorprobe stehen.

## Methodik

### Chorprobe mit Instrument

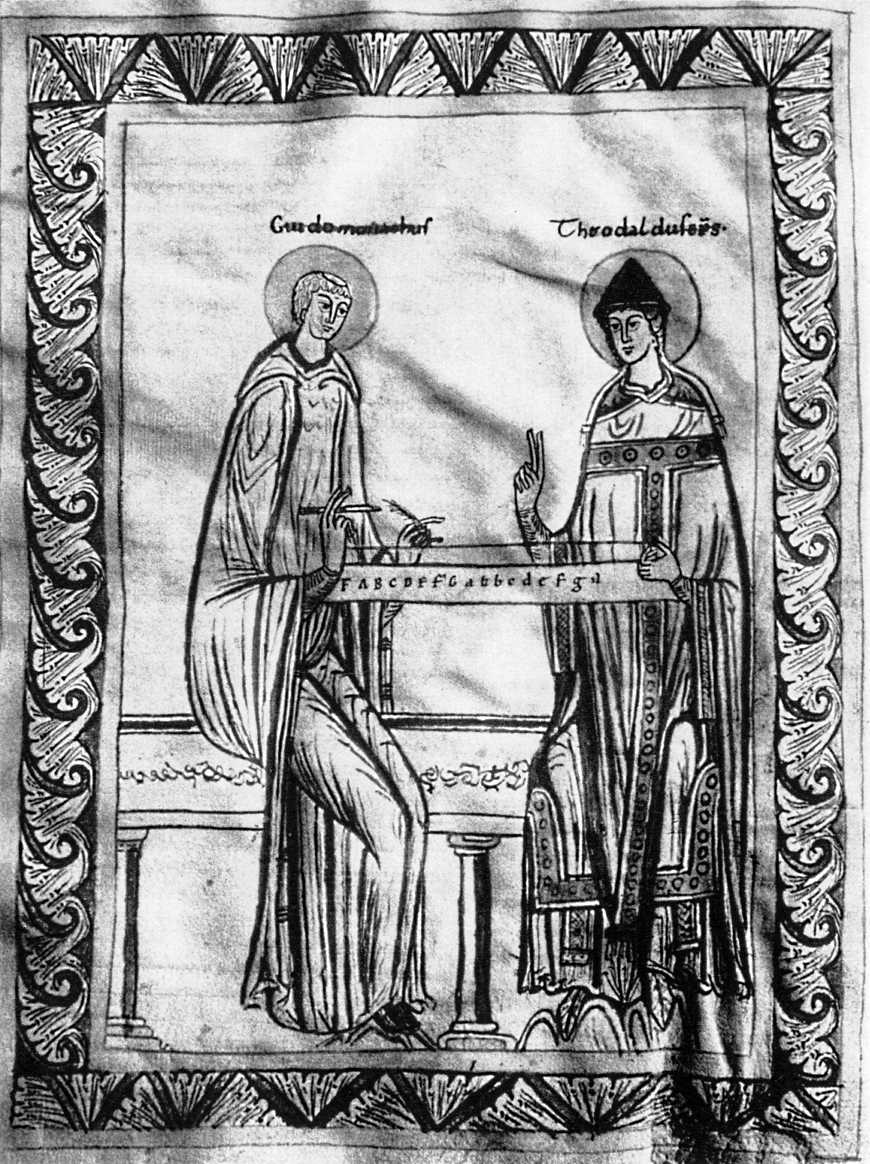
Guido von Arezzo mit einem Monochord

Seit der Antike ist das Monochord als Hilfsmittel zur Darstellung der Intervalle bekannt. Im 11. Jahrhundert ist das Instrument als Hilfsmittel im Gesangsunterricht bei Guido von Arezzo etabliert. Von der Renaissance bis zum Barock wurde das Instrument zur Schulung von Sängern genutzt. Andreas Ornitoparchus schreibt 1517 über den Gebrauch des Monochordes, dass es den die Musik anstrebenden Knaben einen leichten Weg zur Musik weise und so aus Unwissende Wissende mache.
Konrad von Zabern (15. Jahrhundert) beschreibt in seiner Schrift Novellus musicae artis tractatus das Tastenmonochord, eine Weiterentwicklung, als Hilfsmittel zum Erlernen von Vokalmusik.

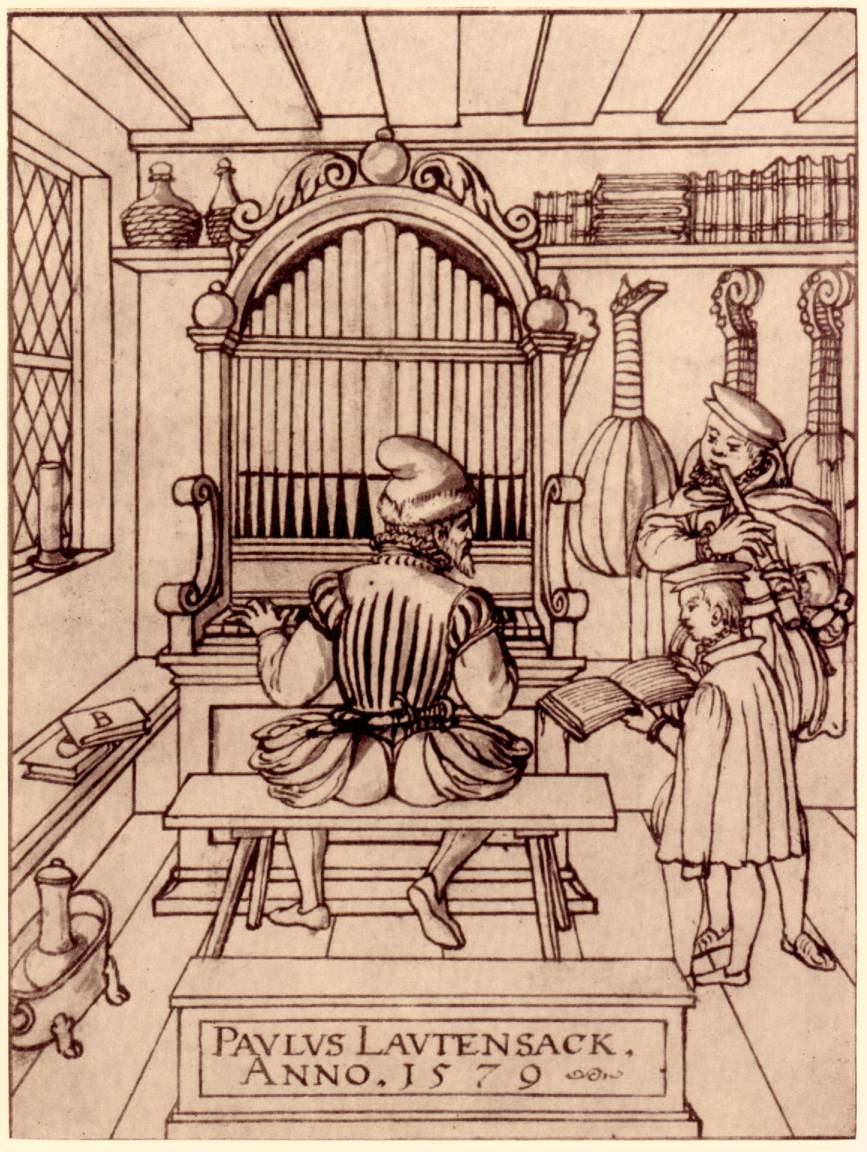
Paul Lautensack 1579

Die Hoftagebücher des Kursächsischen Hofes in Dresden zur Zeit von Heinrich Schütz erwähnen das Üben der Chorknaben mit einem Tasteninstrument.

„So soll doch Wegkman auch itzgemelte Knaben mehrmals in ein Instrument, Regal oder Positif absonderlich singen laßen, und dergestalt exerciren helfen, daß sie Rein im singen sich gewehnen und in der Music desto schleuniger Perfektionieren mögen“

Friedrich Erhard Niedt empfiehlt 1708 den Einsatz von verschiedenen Instrumenten:

„Der Informator thut auch sehr wohl / wenn er seine Scholaren exerciret / daß er allezeit eine Fundament-Stimme / als Clavicimbel, Bass-Geige / Violdigamb, Fagott, oder was er mit dem Bass mit machen kan / darzu brauchet / denn dadurch wird nicht alleine das Gehör gescharfet / die Thone feste beygebracht / sondern das Judicium wird auch  mit der Zeit so subtil gemachet / daß ein solcher Knabe zu unterscheiden weiß / obs recht oder unrecht gehet.“

Auch Johann Friedrich Agricola und Friedrich Wilhelm Marpurg raten zur Begleitung des Lernens durch ein Tasteninstrument:

„Ein großer Vortheil wird es, sowohl für ihn, als für seine Untergebene seyn, wenn er auf dem Claviere accompagnieren kann: indem die Scholaren sich der reinen Intonation noch einmal so leicht bemächtigen, wenn sie, nebst dem Basse, auch zugleich die dazu gehörige reine Harmonie anschlagen hören.“

„Nicht nur um die Schüler in dem genommenen Tone zu erhalten, sondern auch zugleich um ihnen das Ohr und die Stimme desto geschwinder zu bilden, ist es gut, wenn der Lehrmeister dieselben zu ihren Lectionen auf einem Flügel accompagnieret.“

Johann Mattheson kombiniert 1739 eine vokale und instrumentale Direktion.

„In eben dem Ausführungs-Verstande soll ein Capellmeister, nächst dem Singen, billig das Clavier spielen können, und zwar recht gründlich, weil er damit bey der Vollziehung alles andre am besten begleiten, und auch zugleich regieren kann. Ich bin allzeit besser dabey gefahren, wenn ich sowol mitgespielt, als mitgesungen habe, als wenn ich bloß des Tacts wegen nur da gestanden bin. Der Chor wird durch solches Mitspielen und Mitsingen sehr ermuntert, und man kan die Leute besser anfrischen.“

Als vorbildlich stellt Mattheson die Probenpraxis von Johann Sigismund Kusser dar, welcher in Einzelproben seinen Musikern alles vorsang und vorspielte.
Thomaskantor Johann Adam Hiller ergänzt die tägliche vokale Übungszeit des Sängers durch stummes Memorieren an einem Tasteninstrument.

„Aber dann giebt es auch noch eine Art in Gedanken, oder blos mit der Hand auf dem Claviere zu studieren; diese ist dem Sänger eben so nützlich, als wenn er stundenlang mit lauter Stimme sich übt. Die Erlernung des Claviers ist daher ein nothwendiges Hülfsmittel für den Sänger“

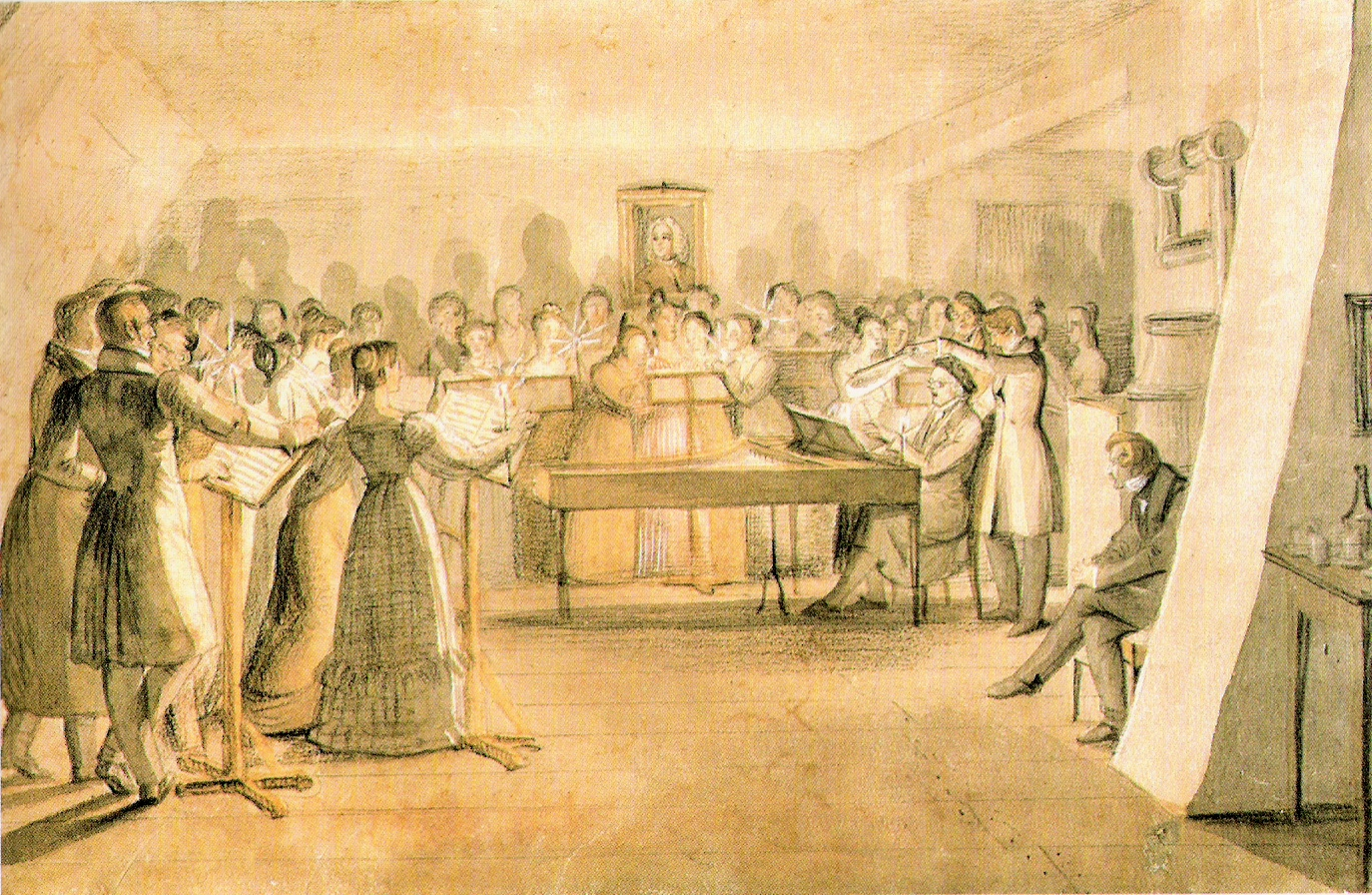
Chorprobe bei Anton Friedrich Justus Thibaut in Heidelberg. Die Sänger werden hier an einem Cembalo begleitet.

Eine Bildquelle aus dem 19. Jahrhundert zeigt eine Probe bei Anton Friedrich Justus Thibaut mit Unterstützung durch ein Tasteninstrument.

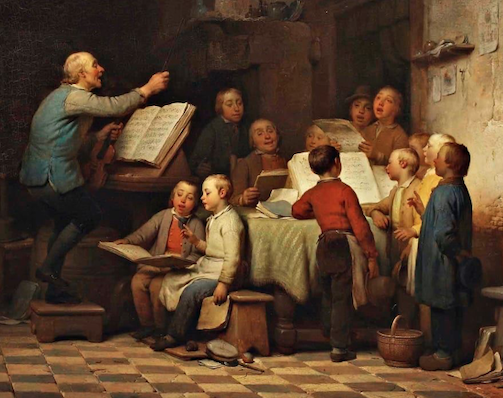
Chorprobe mit Violine 1844

Bis in das 20. Jahrhundert war auch die Violine ein häufig benutztes Probeninstrument, welches teilweise obligat an Lehrerseminaren unterrichtet wurde.
Friedrich Adolph Wilhelm Diesterweg bezeichnet 1873 die Geige als das „Anerkannt bestes Instrument für den Gesangsunterricht in Volksschulen“. Für die Einübung von mehrstimmigen kirchlichen Figuralgesängen benennt er sowohl das Pianoforte als auch das Harmonium.
Kurt Thomas sieht eine Probe ohne Instrument bei A-Cappella-Musik als „Idealfall“ an. Bei Chorwerken mit Instrumentalbegleitung dient das Klavier bei ihm dazu, den Chor an die temperierte Stimmung des Orchesters zu gewöhnen. Wilhelm Ehmann favorisiert 1949 in seinem Buch Die Chorführung für die Probe eine vokale Leitung: „Singe- und Chorleiter sollen vor allem selbst ihre Stimme gebrauchen, denn aus dem sängerischen Vormachen entnehmen die Sänger instinktiv für das eigene Nachmachen wichtige Hinweise für die Atmung, Phrasierung, Aussprache, Tongebung usf. Das alles fällt beim instrumentalen Vormachen fort“. Er schließt allerdings die Verwendung von Instrumenten nicht aus. Er bevorzugt zuerst die Blech- und Holzblasinstrumente, weil sie „dem Singen nach Atemführung und Tonbildung am nächsten kommen“. Danach folgen bei ihm die Streichinstrumente und am Schluss die Tasteninstrumente.  Laut Martin Behrmann war das Klavier „früher einziges Hilfsmittel der Probentechnik; eine Zeitlang grundsätzlich verdammt, heute mit gezielter Aufgabenstellung wieder allgemein in der Chorpraxis üblich“. Reiner Schuhenn plädiert für einen differenzierten Einsatz des Klavieres in der Chorprobe. Er fordert ein vokales Klavierspiel mit weichem Anschlag und eher gebrochenen Akkorden. Beim Begleiten des Chores solle der Chorleiter den Chorsatz nicht genau wiedergeben, „sondern den Chor akustisch von unten tragen“. Bei der Einzelstimmenprobe wäre der „Klaviereinsatz wichtig, ja unverzichtbar“. Allerdings solle das Klavier keine Einzelstimmen, sondern die Harmonik mitspielen. Falls der Chorleiter doch Einzelstimmen mitspiele, so solle er auf dem Klavier eine andere Lage wählen.

## Die Chorprobe in Film und Literatur
Filmisch wurde das Thema vom schwedischen Regisseur Kay Pollak aufgegriffen. Sein Film Wie im Himmel (2004) mit Michael Nyqvist in der Hauptrolle wurde weltweit ein Überraschungserfolg, ebenso wie der Soundtrack. 2005 wurde Wie im Himmel für den Oscar als bester ausländischer Beitrag nominiert. Das gemeinsame Musizieren im Chor wird eindrucksvoll als Instrument menschlicher Solidarisierung und Heilung dargestellt. Die österreichische Schriftstellerin Sabine M. Gruber hingegen verarbeitet das Thema in ihrem Roman Chorprobe (2014) ambivalent. Im Mittelpunkt steht der fiktive semiprofessionelle „Chorus“ mit dem egozentrischen Chorleiter Wolfgang G. Hochreiter und der unerfahrenen Chorsängerin Cindy Franck. Der Chorus ermöglicht zwar großartige musikalische Erlebnisse, entpuppt sich aber nach und nach als ein ausgeklügeltes System von Macht und Abhängigkeit.